# Chérif Khodja
Chérif Khodja est le treizième pacha triennal de la régence d'Alger. Il prend ses fonctions le 28 juillet 1619 avant de les quitter en 1621.

## Biographie

### Nouvelle montée des tensions avec la France
Le pacha est installé à la suite de l'accord conclu avec la France sous Hussein Cheikh. Les préparatifs pour l'envoi des deux canons et des prisonniers sont retardés d'un an en raison du manque d'engouement du duc de Guise, détenteur des canons, et des raïs.
Fin février 1620, alors que les tensions sont au plus bas avec la France, le corsaire Rajab Raïs attaque par surprise un convoi transportant 100 000 écus. Les rescapés parviennent à alerter leurs proches. À la suite de cet évènement, Marseille est en proie à de violentes émeutes. Les prisonniers turcs sont massacrés ou noyés malgré la protection des consuls et des viguiers. Les auteurs des violences sont condamnés par le Parlement de Provence le 2 mai de la même année.
Les Algérois sont indignés, Chérif Khodja, conforté par le diwan, dénonce le traitement subi par les prisonniers via une lettre datant du 2 juillet 1620. Les ambassadeurs français quant à eux redoutent la montée des violences entre les deux États, une réponse est par conséquent envoyée. Cependant un autre accident a lieu, le navire de Mohammed Chérif, chargé de transporter le message, est attaqué par une galère toscane, provoquant sa disparition. Le pouvoir algérien est pressé d'agir par les proches des victimes.

### Les prémices du bombardement d'Alger
Fin juillet, la flotte française s'arme et quitte les ports. Une émeute visant le consulat de France à Alger éclate le 8 août 1620, ses occupants (dont le consul) sont faits prisonniers, la marine algéroise prépare ses navires aux hostilités. La régence subit la perte de six d'entre eux. Aucun des deux belligérants ne réussit à prendre le dessus. Chérif Khodja est par la suite remplacé par Khizr Pacha.